# 高城幸司
高城 幸司（たかぎ こうじ、1964年10月21日 - ）はコンサルタント。株式会社セレブレイン代表取締役社長。

## 略歴
東京都生まれ。1987年同志社大学文学部卒業後、リクルート入社。学生時代に上海交通大学に留学。
営業職として記録的なトップセールスに輝き、社内で創業以来歴史に残る「伝説のトップセールスマン」と呼ばれる。また、当時の活躍を書いたビジネス書『営業マンは心理学者』は10万部を超えるベストセラーとなった。
日本初の独立/起業の情報誌アントレの立ち上げに関わり、事業部長、編集長を経験。
2000年に「雇われないで生きよう」を出版。起業・独立のブームを仕掛けて、日本経団連「起業フォーラム委員」や全国の商工会議所や各県の起業支援活動を行った。経済産業省により施行された最低資本金規制の特例措置（1円起業とも騒がれた）プロモーションとして行われたドリームゲートプロジェクトの責任者。2005年リクルート社を退職。人事コンサルティング会社を始め3社の会社を経営。ビジネス書著者としても活動。

## 経営者
人事戦略コンサルティング会社を大手企業の人事部長と設立。企業の人事評価制度の構築・人材育成・人材紹介を事業としている。

## 趣味
趣味は日本酒で テレビ朝日の「人気者で行こう」では利き酒の師匠として出演。きき酒師の協会（日本酒サービス研究会）の事理をつとめ、名誉利き酒師の任命された。他にソムリエ・焼酎アドバイザーなど食に関する資格を取得。

## 主な著書
- 『法人営業のすべてがわかる本』日本能率協会マネジメントセンター
- 『日本酒がこんなにおいしいなんて』技術評論社
- 『仕事は上司との関係が9割！　できる人は上司にモテる』マガジンハウス
- 『稼げる人、稼げない人』PHP
- 『仕事の9割は世間話』日経新聞社
- 『社内政治の教科書』ダイヤモンド

## 連載記事・エッセイ

### サイト関連
- イマドキの職場ギャップ攻略法　ダイヤモンドオンライン
- 稼げる人の仕事術　ジェイキャスト
- 会社の歩き方　東洋経済

### 雑誌連載
プレジデント、東洋経済、ダイヤモンド、他多数